# Саша Сон
Саша Сон, Sasha Son, а также Sasha Song (настоящее имя — Дмитрий Шавров; лит. Dmitrijus Šavrovas, Дмитриюс Шавровас; род. 18 сентября 1983, Вильнюс, СССР) — певец из Литвы. В 2008 году он вошёл в тройку национального отбора на Евровидение с песней «Love». Участник Конкурса песни Евровидение 2009.

## Биография
В раннем возрасте укрепился в Литве в качестве подающего надежды исполнителя. Одним из первых его учителей музыки была бабушка — педагог и флейтистка Нина Григорьевна Шаврова, артистка симфонического оркестра Литовской филармонии, ученица И. Януса (Саратов) и Л.Сурвилы (Вильнюс). В детские годы в его репертуаре были песни из репертуара Робертино Лоретти (неаполитанские песни, «Ave Maria» Ф.Шуберта, «Ямайка»), «I Will Always Love You» из репертуара Уитни Хьюстон. В возрасте 12 лет вышел его первый сольный альбом «Svajonių Laivas» (Корабль мечты). Его легендарная песня «Mamai» (Маме), которая была написана для Саши известными литовскими музыкантами Овидиюсом Вишняускасом и Гинтарасом Здебскисом, сделала его известным по всей Литве и стала одной из самых значительных песен в истории литовской музыки. В 1995 году Саша получил премию «Bravo» как «Лучший новый исполнитель года». Он побеждает на различных международных конкурсах и получает благодарственное письмо от президента Литвы за его достижения. В течение 8 лет Саша учится в Лондоне. После возвращения в Литву, вместе с Hywel Sam, завоевывает гран-при международного музыкального конкурса «Паланга 2005». Его первый сингл за 12 лет «Не улетай» feat. SEL достиг 1 места в чарте Русского Радио Балтика и оставался в топ 5 в течение 13 недель и топ 10 — 14 недель.

## Евровидение
В 2009 году вошёл в тройку национального отбора на Евровидение с песней «Love».
Конкурсная песня «Love» была записана на трёх языках: литовском, английском и русском. В Москве песня была исполнена на английском и русском языках (русская версия под названием «Одинокий герой»). В итоге занял 23 место, набрав 23 балла.